# Södra Fågelås socken
Södra Fågelås socken i Västergötland ingick i Kåkinds härad, ingår sedan 1974 i Hjo kommun och motsvarar från 2016 Södra Fågelås distrikt.
Socknens areal är 61,98 kvadratkilometer land. År 2000 fanns här 428 invånare.  Sockenkyrkan Södra Fågelås kyrka ligger i socknen.

## Administrativ historik
Södra Fågelås landskommun bildades vid kommunreformen 1862 och övertog ansvaret, tillsammans med Norra Fågelås landskommun, för de borgerliga frågorna från Fågelås socken. 1889 bilades en egen jordebokssocken och 14 mars 1902 bildades Södra Fågelås församling ur Fågelås församling som samtidigt namnändrades till Norra Fågelås församling. Landskommunen uppgick 1952 i Fågelås landskommun som 1974 upplöstes då denna del uppgick i Hjo kommun. Församlingen uppgick 2006 i en återbildad Fågelås församling.
1 januari 2016 inrättades distriktet Södra Fågelås, med samma omfattning som församlingen hade 1999/2000.  
Socknen har tillhört län, fögderier, tingslag och domsagor enligt vad som beskrivs i artikeln Kåkinds härad. De indelta soldaterna tillhörde Skaraborgs regemente, Kåkinds kompani och Västgöta regemente, Kåkinds och Vartofta kompanier.

## Geografi
Södra Fågelås socken ligger söder om Hjo på Hökensås sluttning mot Vättern. Socknen är i öster en kuperad odlad slättbygd och i väster en kuperad skogsbygd.

## Byar och hemman
Södra Fågelås socken består historiskt av nedan listade byar och enstaka hemman. När en by har flera hemman anges också hemmansnumren.
- Backabo, enstaka hemman, första gången i jordeboken 1611.
- Binneberg, enstaka hemman.
- Björsahemmet, gräsgäld, första gången i jordeboken 1632.
- Björstorp, Lilla, enstaka hemman.
- Björstorp, Stora, enstaka hemman.
- Bossgården, enstaka hemman.
- Bro, enstaka hemman.
- Bäckabo, enstaka hemman, första gången i jordeboken 1628 som kronotomt.
- Dalshult, enstaka hemman.
- Dunabolet, enstaka hemman.
- Flaten, enstaka hemman, första gången i jordeboken 1601 som kronotorp.
- Flågebyn, enstaka hemman.
- Galneryd, enstaka hemman, första gången i jordeboken 1601 som kronotorp.
- Gatan, enstaka hemman.
- Getaryggen (också Ryggahemmet), enstaka hemman, första gången i jordeboken 1628 som kronotomt.
- Granbolet, enstaka hemman.
- Hagen, enstaka hemman, tillika säteri. Har i jordeboken nr 2, förmodligen till skillnad från Hagen nr 1 i Norra Fågelås socken.
- Hakebo, enstaka hemman.
- Hallabo, enstaka hemman, första gången i jordeboken 1601 som kronotorp.
- Hjällö, enstaka hemman, tillika säteri. Enligt Rosenbergs geografiska handlexikon från 1880-talet var Hjällö en herrgård vid Vättern. Egendomen utgjordes av Hjällö, Hagen, Piggatorp, Krogstorp och Trollebo samt kvarn, tegelbruk och Ruders såg.[8]
- Hulan, enstaka hemman, första gången i jordeboken 1563 som kronotorp. Har i jordeboken nr 2 enligt beslut från 1871, förmodligen till skillnad från Hulan nr 1 i Norra Fågelås socken, trots att de ligger långt från varandra.
- Häldestorp, enstaka hemman.
- Jubberud, enstaka hemman, lyder under Moanäs.
- Karlsberg, enstaka hemman, var ursprungligen av av gårdarna i den gamla byn Ryd. Enligt Rosenbergs geografiska handlexikon från 1880-talet var Karlsberg en herrgård vid Vättern. Egendomen utgjordes av Karlsberg, Söderryd, Svenstorp och Ruder samt bränneri och Ruders såg och kvarn.[9]
- Klockarebolet (eller Klockarehemmet), en gräsgäld, första gången i jordeboken 1628.
- Kolabotten, enstaka hemman, första gången i jordeboken 1573 som kronotorp.
- Krogstorp, enstaka hemman.
- Krösahemmet (ursprungligen Pukahemmet), enstaka hemman, första gången i jordeboken 1601 som kronotomt.
- Laduryd (ursprungligen Nyttorp), enstaka hemman, första gången i jordeboken 1609 som kronotorp.
- Litteråsen, enstaka hemman, första gången i jordeboken 1609 som kronotorp.
- Lunnebacken, enstaka hemman.
- Lyckan, enstaka hemman.
- Mellomryd, enstaka hemman, utgjorde ursprungligen tillsammans med Nederryd och Överryd en by kallad Ryd.
- Misten, enstaka hemman.
- Moanäs, enstaka hemman, tillika säteri. Enligt Rosenbergs geografiska handlexikon från 1880-talet var Moanäs en herrgård vid Vättern. Egendomen utgjordes av Moanäs, Bro, Backabo, Dalshult, Flågebyn, Misten och Skrinhult samt såg, tegelbruk och bränneri.[10]
- Mobolet, enstaka hemman.
- Mossebolet, enstaka hemman, första gången i jordeboken 1601 som kronotorp.
- Munkaskog, by med tre hemman (1 Nolgården, 2 Millomgården och 3 Sörgården).
- Målareskogen, enstaka hemman, första gången i jordeboken 1601 som kronotorp.
- Nedergraven (eller Graven), enstaka hemman, utgjorde ursprungligen tillsammans med Övergraven en by, kallad Graven.
- Nederryd, enstaka hemman, utgjorde ursprungligen tillsammans med Mellomryd och Överryd en by kallad Ryd.
- Nygården, enstaka hemman.
- Nykyrke, enstaka hemman, första gången i jordeboken 1611 som kronotorp. Obebyggt, lyder under Bossgården.
- Nyskog, enstaka hemman.
- Piggatorp, enstaka hemman, tillika säteri, inlagt under Hjällö.
- Piltebo, enstaka hemman.
- Rinkabäcken, Nedre, enstaka hemman med kvarn och såg.
- Rinkabäcken, Övre, ett hemman (1) och en tomt (2).
- Rolösa, enstaka hemman, första gången i jordeboken 1552 som kronotorp.
- Ruder, enstaka hemman.
- Siggahemmet, enstaka hemman, första gången i jordeboken 1628 som kronotomt.
- Signesbo, by med två hemman (1 Hulegården och 2 Sörgården).
- Skalleberg, enstaka hemman.
- Skrinhult, enstaka hemman.
- Slätten, enstaka hemman, första gången i jordeboken 1601 som kronotorp.
- Stackeryd, enstaka hemman, har tydligen tillsammans med de angränsande gårdarna Lilla Stackeryd samt Stora Stackeryd i Norra Fågelås socken ursprungligen utgjort en by Stackeryd.
- Stackeryd, Lilla, enstaka hemman.
- Stakahemmet, enstaka hemman, första gången i jordeboken 1563 som kronotorp.
- Stenshemmet, enstaka hemman, första gången i jordeboken 1628 som kronotorp.
- Svenstorp, enstaka hemman, lyder under Karlsberg.
- Söderryd (ursprungligen Ryd), by med två hemman (1 och 2), obebyggda och inlagda under Karlsberg. Namnet Söderryd har uppstått för att skilja byn från den nordligare byn Ryd som omfattade Mellomryd, Nederryd och Överryd.
- Sörtorp, by med två hemman (1 Östergården och 2 Västergården).
- Torp, enstaka hemman.
- Trollebo, Södra, enstaka hemman, obebyggt och lyder under Hjällö.
- Väntan, enstaka hemman, obebyggt och lyder under Torp. På medeltiden fanns här en kvarn, Vänta kvarn.
- Äskelid, by med två hemman (1 Ödegården och 3 Lillegården). En av gårdarna i byn ligger i Norra Fågelås socken.
- Äspåsen (ursprungligen Grytås), enstaka hemman, första gången i jordeboken 1609 som kronotorp.
- Övergraven, enstaka hemman, obebyggt och lyder under Torp, utgjorde ursprungligen tillsammans med Nedergraven en by, kallad Graven.
- Överhult, enstaka hemman, första gången i jordeboken 1601 som kronotorp.
- Överryd, enstaka hemman, utgjorde ursprungligen tillsammans med Mellomryd och Nederryd en by kallad Ryd.

## Fornlämningar
Fossil åkermark finns här.

## Namnet
Namnet skrevs 1225 Fugl as och kommer från prästgården. Efterleden är ås och syftar på den mindre höjd kyrkan (Norra Fågelås kyrka) ligger. Förleden innehåller fågel, troligen syftande på skogsfågel.